# Christian Grasmann
Christian Grasmann (Múnic, 16 de març de 1981) és un ciclista alemany especialista en pista. Campió nacional en Madison per dues vegades.

## Palmarès
- 2010
  -  Campió d'Alemanya en Madison (amb Leif Lampater)
- 2015
  -  Campió d'Alemanya en Madison (amb Stefan Schäfer)
- 2016
  - 1r als Sis dies de Bremen (amb Kenny De Ketele)
- 2017
  - 1r als Sis dies de Rotterdam (amb Roger Kluge)